# М-261
М-261 — советская дизельная малая подводная лодка проекта А615 Черноморского флота ВМФ СССР.

## Строительство
Заложена 23 февраля 1954 года на судостроительном заводе «Судомех» (Ленинград). Спущена на воду 21 мая 1955 года.

## Служба
31 июля 1956 года вошла в состав Черноморского флота, была приписана к 27-й отдельной бригаде подводных лодок, базировавшуюся в Балаклаве. В 1965 году была выведена из боевого состава и поставлена на прикол в Балаклаве, с 1967 года на консервации. 28 мая 1980 года было принято решение о её утилизации. 

## Музеефикация
В августе 1980 её передали в распоряжение Краснодарского крайкома КПСС, который постановил переоборудовать лодку в музей. В апреле 1981 года она подошла к Темрюку и была отбуксирована по реке Кубань в Краснодар, куда прибыла 21 мая 1981 года.
В 1982 году была передана музею «Оружие Победы», который первоначально организовывал на неё экскурсии. Находилась на плаву рядом с экспозицией вооружения под открытым небом. В 1990-х годах была заброшена, ныне облагорожен внешний корпус.